# Jacco Groen
Jacco Groen (1964) is een Nederlands scenarioschrijver, filmregisseur en filmproducent.
Zijn korte speelfilm Solina met Jekaterina Goloebeva werd geselecteerd voor de Gouden Beer-kortfilmcompetitie in Berlijn. De film won drie festivalprijzen waaronder beste film en beste regie. Groen was in 1999 medeoprichter van het productiehuis Springfilm. Groen regisseerde bijna 30 documentaires, waarvan de serie Meiden van de Keileweg voor Net5 de bekendste is.
In 2013 voltooide hij zijn eerste speelfilm Lilet Never Happened. De film, gedraaid in de Filipijnen, won 12 festivalprijzen waaronder Beste film in het Copenhagen International Filmfestival, Beste regie op het Manhattan International Film Festival, Beste film op het Kristiansand International Youth Film Festival en de Golden Castle award op het jeugdfilmfestival van Castellinaria in Zwitserland.

## Filmografie (selectie)
- 1994: Solina (korte film)
- 2000: Meiden van de Keileweg (6-delige documentairereeks)
- 2006: Spoorweg (korte film)
- 2012: Lilet Never Happened[5]
- 2016: Grenzeloos Misbruik (documentaire over kindermisbruik via internet)